# Tipula (Pterelachisus) tetramelania
Tipula (Pterelachisus) tetramelania is een tweevleugelige uit de familie langpootmuggen (Tipulidae). De soort komt voor in het Palearctisch gebied.